# Сделано в раю
Сделано в раю (англ. Made in Heaven) — фильм режиссёра Алана Рудольфа (США, 1987 год) с Тимоти Хаттоном и Келли Макгиллис в главных ролях. Одну из ролей второго плана — постоянно курящего «мужского» ангела — сыграла Дебра Уингер. Впервые на DVD фильм вышел в 2009 году (изначально — на VHS).

## Сюжет
«Сделано на небесах» — это романтический фильм-сказка о двух душах, которые впервые встретились на Небесах и планируют встретиться в следующей земной жизни.

## В ролях
| Актёр           | Роль                                 |
| --------------- | ------------------------------------ |
| Тимоти Хаттон   | Майк Ши / Элмо Барнетт               |
| Келли Макгиллис | Анни Пакерт / Элли Чандлер           |
| Морин Стэплтон  | Тётя Лиза                            |
| Энн Уэджуорт    | Аннет Ши                             |
| Джеймс Гэммон   | Стив Ши                              |
| Мэр Уиннингэм   | Бренда Карлуччи                      |
| Дон Мюррей      | Бен Чандлер                          |
| Тим Дейли       | Том Доннели                          |
| Дэвид Раш       | Дональд Саммер                       |
| Аманда Пламмер  | Вили Фокс                            |
| Эллен Баркин    | Люсиль (в титрах не указана)         |
| Дебра Уингер    | Эмметт Хумбёрд (в титрах не указана) |

## Награды
Фильм участвовал в конкурсной программе Венецианского кинофестиваля 1987 года и номинировался на Золотого Льва. Келли Макгиллис получила премию «Golden Ciak» как лучшая актриса.